# ウラジーミル・バルコフスキー
ウラジーミル・バルコフスキー（Владимир Барковский；1913年10月15日 - 2003年7月21日）は、ソ連の職業的諜報員。
ベルゴロド出身。1935年、モスクワ工作機械大学に入学。大学卒業後、1939年、国家保安機関に入り、同年末、科学技術諜報系統の作戦職員としてロンドン支局に送られた。
バルコフスキーは、ロンドンで原子爆弾の開発に直接従事するイギリス人学者中に重要な情報源を徴募した。彼が入手した「エノーモス」プロジェクトに関する情報は、ソ連の原爆開発において重要な役割を演じた。
帰国後、科学技術情報局で働く。科学技術諜報系統でアメリカ及び西欧諸国に長期出張。
1970年代、対外情報アカデミーの特殊規律講座教授、歴史科学準博士。

## パーソナル
戦闘赤旗勲章、労働赤旗勲章2個、名誉記章勲章を受章。ソ連崩壊後、ロシア対外情報庁（SVR）名誉職員胸章を授与される。